# Companhia Matte Larangeira
La Companhia Matte Larangeira était une compagnie brésilienne spécialisée dans la culture et la vente de la yerba maté, qui exerça, après la proclamation de la République du Brésil à la fin du XIXe siècle, un monopole dans le Mato Grosso, son influence s'étendant sur plus de 5 000 000 d'hectares (50 000 km2) et symbolisant ainsi les exploitations latifundiaires . Son influence s'exerçait sur des territoires guaranis et caiouás (pt), et la compagnie utilisa les Amérindiens comme main-d'œuvre, les expulsant aussi de leur territoire.

## Histoire
C'était la propriété de Thomaz Larangeira, qui avait obtenu en décembre 1882 une concession impériale à la suite des services rendus lors de la guerre du Paraguay. Elle fut initialement basée, à sa création en 1877, à Concepción (Paraguay), avant d'être transférée en 1918 à Porto Murtinho (Mato Grosso do Sul), puis à Guaíra, dans l'État brésilien du Paraná, deux villes qu'elle a largement contribué à construire. 
La compagnie exportait du maté semi-brut à destination de Buenos Aires, lequel était ensuite distribué par Francisco Mendes Gonçalves & Cia., et fut l'acteur économique majeur de la région à la Belle Époque. Rachetée par l'entreprise argentine vers 1902, elle prit le nom de Larangeira Mendes e Companhia. Elle construit alors la Estrada de Ferro Porto Murtinho a São Roque (pt) afin d'acheminer par voie ferroviaire le maté en Argentine. Bien que le projet comptait créer une voie ferroviaire de plus de 200 km, celle-ci se limita à une vingtaine de km, et resta active jusque dans les années 1950-60, largement détrônée depuis des décennies par le transport fluvial sur le rio Paraná, transfert qui affecta également l'entreprise, écartée des flux principaux de commerce. En 1916, elle perdit son monopole.
Transférée en 1918 à Porto Murtinho, elle construisit alors l'estrada de Ferro Guaíra a Porto Mendes (pt). Avec l'autre voie ferroviaire, celle-ci fut intégrée en 1943-44, sous Getúlio Vargas, au Serviço de Navegação da Bacia do Prata (pt), chargé de la navigation fluviale sur le rio Paraná et le rio Paraguay. En 1943, Vargas annula aussi la concession de la compagnie, qui était alors contrôlée par des capitaux étrangers et employait pratiquement exclusivement de la main-d'œuvre étrangère.

## Source originale
- (pt) Cet article est partiellement ou en totalité issu de l’article de Wikipédia en portugais intitulé « Companhia Matte Larangeira » (voir la liste des auteurs).